# 格林劳
格林劳（英語：Greenlaw），是英国苏格兰苏格兰边区的一个城镇，位于拉默缪尔丘陵附近。总人口661（2001年）。